# Tristan de Vitré
Tristan de Marcillé, parfois nommé Triscan, Driscan ou encore Driscam, (mort avant 1047) est un seigneur de Marcillé du XIe siècle. Connu uniquement par quelques chartes, ce milles, ce chevalier au service de l'autorité comtale, gouverne un fief très étendu correspondant aux formes les plus primitives de ce qui n'est pas encore la baronnie de Vitré. À tort, il a souvent été appelé à ce titre Tristan de Vitré ou d'Acigné.

## Biographie

### Un seigneur de Marcillé discret
Tristan est le fils de Riwallon le Vicaire et de son épouse Junargonde. Ses origines sont autrement incertaines mais il est probablement apparenté, peut-être par sa mère, à Thébaud, évêque de Rennes, dont les fils, également évêques, Gauthier et Triscanus, portent les mêmes prénoms que Tristan et que son frère cadet, Gautier. Il est de fait tout à fait possible que Thébaud soit son grand-père, ce qui viendrait expliquer la présence de Tristan dans le puissant entourage des ecclésiastiques rennais.
S'il est essentiellement méconnu, son nom est généralement associé à celui de son père dans les chartes. Il est ainsi mentionné avec lui « Rivalloni vicarii, Triscanni » vers 1008/1033 dans la charte de fondation du prieuré de Livré dans le « pago Redonensi  » par « Alanus Britannorum monarchi ». De même, lorsque « Rivellonius proviniciæ Redonensis miles cum Junargande coniuge mea », c'est-à-dire Riwallon et son épouse Junargonde, fondent le prieuré de Marcillé, avec l'accord d'Alain III de Bretagne, par une charte datée de 1015/1032  Triscan signe aux côtés de ses parents avec un de ses frères nommé Geoffroi: « Rivelloni vicarii, Driscamni filii eius, Gaufredi similiter eiusdem filii…». Enfin une charte vers  1030/1045 relève l'acquisition par Marmoutier d'un domaine accordé par Riwallon le Vicaire à un certain Urvodius, tuteur de son fils Gautier ; elle est approuvée par « Driscan, frère de Gautier et… Robert son fils ». De fait, l'ensemble son activité semble graviter autour de Marcillé, où il est inhumé.

### Un seigneur longtemps associé à tort à Vitré et à Acigné
Tout comme son père Riwallon, il a été considéré pendant plus de cinq siècles comme seigneur de Vitré, alors que ce n'est que qu'à partir de son fils Robert Ier que la famille de Vitré, alors plutôt désignée comme lignage des Robert-André par les historiens, se détourne de Marcillé. Certains auteurs anciens, comme Augustin du Paz, ont également pu voir en lui un seigneur d'Acigné mais il n'apparaît pas dans les travaux récents ayant révélé les différentes parentés acignolaises. 

## Union et postérité
Selon Pierre Le Baud, Tristan de Vitré épouse Innoguent, sœur du seigneur de Fougères Main, qui aurait apporté en dot Châtillon. Cependant, cette version est aujourd'hui contestée, cette seigneurie n'étant accordée par que bien plus tard en 1162 par Henri II à Robert III dans le cadre de l'opposition entre le souverain Plantagenêt et Raoul II de Fougères ; de fait, l'existence-même d'Innoguent est remise en cause.  
Tristan a un fils a priori unique :
- Robert Ier qualifié de « fils d´Enoguen, époux de Berthe, père d´André et de Robert » dans une charte en faveur de Marmoutier en 1064/1076.

## Sources
- Michel Brand'Honneur  Manoirs et châteaux dans le comté de Rennes (XIe – XIIe siècles)' PUR Rennes (2001)  (ISBN 2 86847 5612) tableau 33 p. 290.
- Frédéric Morvan Les Chevaliers bretons. Entre Plantagenets et Capétiens du milieu XIIe au milieu du XIIIe siècle éditions Coop Breizh,  Spézet 2014  (ISBN 9782843466700).